# Acta diurna
Acta diurna ili Acta publica su bile prve službene novine u istoriji koje je osnovao Gaj Julije Cezar, godine 59. p. n. e. Objavljivane su do III vijeka.To su bile kamene ploče na kojima su objavljivani izvještaji o senatskim odlukama, vijesti o ratnim zbivanjima, važnim gradskim i državnim događajima, raznim postavljenjima, svečanostima i igrama, zatim proglasi magistrata pa i novosti sa dvora. Novosti sa tih "zidnih novina", postavljenih na Forumu,, u središtu javnog života Rima, kasnije su se prenosile dalje u narod, zahvaljujući umnožavanju - prepisivanju u posebnim pisarnicama, u kojima su robovi po diktatu obavljali taj posao.
Na Pravnom fakultetu u Beogradu izlazi bilten pod nazivom Acta diurna.